# Nazionale maschile di hockey su prato della Repubblica Democratica Tedesca
La nazionale di hockey su prato della Germania Est era la squadra di hockey su prato rappresentativa della Repubblica Democratica Tedesca, nata dopo la Seconda guerra mondiale dalla divisione della Germania in Germania Est e Germania Ovest, e sciolta nel 1990 dalla nuova fusione di Germania Ovest e Germania Est nella Germania.

## Partecipazioni

### Mondiali
- 1971-1990 - non partecipa

### Olimpiadi
- 1952-1964 - non partecipa
- 1968 - 11º posto
- 1972-1988 - non partecipa

### Champions Trophy
- 1978-1990 – non partecipa

### EuroHockey Nations Championship
- 1970-1987 - non partecipa